# 후쿠오카 아시아 문화상
후쿠오카 아시아 문화상(일본어: 福岡アジア文化賞, The Fukuoka Prize)은 후쿠오카시와 후쿠오카 요카토피아 국제교류재단(일본어: 福岡よかトピア国際交流財団, Fukuoka City International Foundation)이 아시아태평양박람회에 이어 1990년부터 아시아의 문화 발달에 기여한 사람에게 수여하는 상이다. 

## 수상자
- 1990년(제1회)
  - 바진 (중화인민공화국,작가) - 창설특별상
  - 구로사와 아키라(일본,영화감독) - 창설특별상
  - 조지프 니덤(영국,중국과학사연구자) - 창설특별상
  - 큭릿 쁘라못(타이,작가・정치가) - 창설특별상
- 1991년(제2회)
  - 라비 샹카르(인도,음악가) - 대상
  - 타우픽 압둘라(인도네시아,역사학자사회과학자) - 학술연구상
  - 나카네 지에(일본,사회인류학자) - 학술연구상
  - 도널드 킨(미국,일본문학문화연구자) - 예술문화상
- 1992년(제3회)
  - 김원용(대한민국,고고학자) - 대상
  - 클리퍼드 기어츠(미국,문화인류학자) - 학술연구상
  - 다케우지 미노루(일본,중국연구자) - 학술연구상
  - 레안드로 V. 록신(필리핀,건축가) - 예술문화상
- 1993년(제4회)
  - 페이샤오퉁(중화인민공화국,사회학・인류학자) - 대상
  - Ungku A. AZIZ(말레이시아,경제학자) - 학술연구상
  - 가와키타 지로(일본,민족지리학자) - 학술연구상
  - NAMJILYN Norovbanzad(몽골,성악가) - 예술문화상
- 1994년(제5회)
  - M. C. Subhadradis DISKUL(타이,고고학미술사학자) - 대상
  - WANG Gungwu(오스트레일리아,역사학자) - 학술연구상
  - 이시이 요네오(일본,동남아시아연구자) - 학술연구상
  - Padma SUBRAHMANYAM(인도,무용가) - 예술문화상
- 1995년(제6회)
  - KOENTJARANINGRAT(인도네시아, 문화인류학자) - 대상
  - 한기언(대한민국,교육학자) - 학술연구상
  - 가라시마 노보루(일본,역사학자) - 학술연구상
  - 백남준(미국, 비디오 아트) - 예술문화상
- 1996년(제7회)
  - 왕중수(중화인민공화국,고고학자) - 대상
  - 판후이러(베트남,역사학자) - 학술연구상
  - 에토 신키치(일본,국제관계영구자) - 학술연구상
  - Nusrat Fateh Ali KHAN(파키스탄,가수) - 예술문화상
- 1997년(제8회)
  - CHHENG Phon(캄보디아,극작가) - 대상
  - 로밀라 타파르(인도,역사학자) - 학술연구상
  - 히구치 다카야스(일본,고고학자) - 학술연구상
  - 임권택(대한민국,영화감독) - 예술문화상
- 1998년(제9회)
  - 이기문(대한민국,언어학자) - 대상
  - Stanley Jeyaraja TAMBIAH(미국,인류학자) - 학술연구상
  - 우에다 마사아키(일본,역사학자) - 학술연구상
  - R. M. Soedarsono(인도네시아,무용가・무용영구자) - 학술연구상
- 1999년(제10회)
  - 허우샤오시엔(중화민국,영화감독) - 대상
  - 오바야시 다료(일본,민족학자) - 학술연구상
  - 니디 에오세웡(타이,역사학자) - 학술연구상
  - 탕다우(싱가포르,시각 예술가) - 예술문화상
- 2000년(제11회)
  - Pramoedya Ananta TOER(인도네시아,작가) - 대상
  - 탄 툰(미얀마,역사학자) - 학술연구상
  - 베네딕트 앤더슨(아일랜드,정치학자) - 학술연구상
  - Hamzah Awang Amat(말레이시아, 그림자 그림인형사) - 예술문화상
- 2001년(제12회)
  - 무함마드 유누스(방글라데시,경제학자) - 대상
  - 하야미 유지로(일본,경제학자) - 학술연구상
  - Thawan DUCHANEE(타이,화가) - 학술연구상
  - Marilou DIAZ-ABAYA(필리핀,영화감독) - 예술문화상
- 2002년(제13회)
  - 장이모(중화인민공화국,영화감독) - 대상
  - Kingsley Muthumuni DE SILVA(스리랑카,역사학자) - 학술연구상
  - 안토니 리드(오스트레일리아,역사학자) - 학술연구상
  - 랏(말레이시아,만화가) - 예술문화상
- 2003년(제14회)
  - 호카마 슈젠(일본,오키나와학자) - 대상
  - Reynaldo C. ILETO(필리핀,역사학자) - 학술연구상
  - 슈빈(중화인민공화국,예술가) - 예술문화상
  - 딕 리(싱가포르,가수) - 예술문화상
- 2004년(제15회)
  - Amjad Ali KHAN(인도,음악가) - 대상
  - 리이닝(중화인민공화국,경제학자) - 학술연구상
  - Ram Dayal RAKESH(네팔,민속문화영구자) - 학술연구상
  - Sembukuttiarachilage Roland SILVA(스리랑카,문화유산보존건축가) - 예술문화상
- 2005년(제16회)
  - 임동권(대한민국,민속학자) - 대상
  - Thaw Kaung (미얀마, 도서학자) - 학술연구상
  - Douangdeuane BOUNYAVONG(라오스,직물영구자) - 예술문화상
  - 타시 노르부(부탄,전통음악가) - 예술문화상
- 2006년(제17회)
  - 모옌(중화인민공화국,작가) - 대상
  - 샤그다린 비라(몽골,역사학자) - 학술연구상
  - 하마시타 다케시(일본,역사학자) - 학술연구상
  - 악시 뭅티(파키스탄,민속문화化보존) - 예술문화상
- 2007年(第18届)
  - 아슈스 난디(인도,대상) - 대상
  - 시삭크 원리포좀 Srisakra Vallibhotama(타이,학술 연구상) - 학술연구상
  - 주명(중화민국,예술 문화상) - 예술문화상
  - 김덕수(대한민국,예술 문화상) - 예술문화상
- 2008年(第19届)
  - 허안화(홍콩,대상) - 대상
  - 사비트리 그나세이카라 Savitri Goonesekere(스리랑카,학술 연구상) - 학술연구상
  - 삽술 암리바하르디 Shamsul Amri Baharuddin(말레이시아 ,학술 연구상) - 학술연구상
  - 포리다 펄 빈 Farida Parveen(방글라데시,예술 문화상) - 예술문화상
- 2009年(第20届)
  - 오귀스탱 베르크 Augustin BERQUE(프랑스,대상) - 대상
  - 파르타 채터지 Partha CHATTERJEE(인도,학술 연구상) - 학술연구상
  - 미키 미노루(일본,예술 문화상) - 예술문화상
  - 차이궈창(중화인민공화국,예술 문화상) - 예술문화상
- 2010年(第21届)
  - 황병기(대한민국,대상) - 대상
  - 제임스 C. 스콧 James C. SCOTT(미국,학술 연구상) - 학술연구상
  - 모리 가즈코(일본,학술 연구상) - 학술연구상
  - 온켄센 ONG Keng Sen(싱가포르,예술 문화상) - 예술문화상
- 2011年(第22届)
  - 안츄리안 ANG Choulean(캄보디아,대상) - 대상
  - 조동일(대한민국,학술 연구상) - 학술연구상
  - 닐스 구초프 Niels GUTSCHOW(독일,예술 문화상) - 예술문화상
- 2012年(第23届)
  - 반다나 시바 Vandana SHIVA(인도,환경철학) - 대상
  - 찬윗 까셋시리 Charnvit KASETSIRI(타이,학술 연구상) - 학술연구상
  - 키드랏 타히믹 Kidlat Tahimik(필리핀,예술 문화상) - 예술문화상
  - G.R.Ay. Koes Murtiyah Paku Buwono(인도네시아 ,예술 문화상) - 예술문화상
- 2013年(第24届)
  - 나카무라 데쓰(일본,의사) - 대상
  - 테사 모리스스즈키 (호주,학술 연구상) - 학술연구상
  - 나리니 말라니 (인도,예술 문화상) - 예술문화상
  - 아피찻뽕 위라세타쿤 (타이,예술 문화상) - 예술문화상
- 2014年(第25届)
  - 에즈라 보겔 (미국,대상) - 대상
  - 아즈유마르디 아즈라 Azyumardi AZRA(인도네시아,학술 연구상) - 학술연구상
  - 대니 융(홍콩,예술 문화상) - 예술문화상
- 2015年(第26届)
  - 탄트 민우 (미얀마,역사학자) - 대상
  - 라마찬드라 구하 Ramachandra GUHA(인도,역사학자 / 사회학자) - 학술연구상
  - 민한 (베트남,패션 디자이너) - 예술문화상
- 2016年(第27届)
  - A.R.라만 (인도,음악가) - 대상
  - 암베스 R. 오캄포 (필리핀,역사학자) - 학술연구상
  - 야스민 라리 (파키스탄,건축가) - 예술문화상